# Talbach (Dernbach)
Der Talbach ist ein gut einen halben Kilometer langer Bach im südöstlichen Pfälzerwald auf der Gemarkung der Ortsgemeinde Ramberg im rheinland-pfälzischen Landkreis Südliche Weinstraße, der von links und Osten in den Dernbach mündet.

## Geographie

### Verlauf
Der Talbach entspringt im Pfälzerwald östlich von Ramberg auf etwa 320 m ü. NHN. Er fließt zunächst in südwestlicher Richtung durch Laubwaldgelände, nimmt dann auf seiner linken Seite zwei kleine Wiesenbäche auf. Der Talbach wendet sich danach nach Westnordwesten, durchfließt noch einen kleinen Teich und mündet schließlich in Ramberg nördlich der Abselstraße auf etwa 247 m von links in den Dernbach.

### Zuflüsse
- Kleiner Quellgraben  (rechts), 0,1 km
- Kleiner Wiesenbach  (links), 0,1 km
- Wiesenbächle  (links), 0,1 km